# Eluo
Eluo (kinesiska: 俄洛, 俄洛镇) är en köping i Kina. Den ligger i den autonoma regionen Tibet, i den sydvästra delen av landet, omkring 600 kilometer öster om regionhuvudstaden Lhasa. Antalet invånare är 6502. Befolkningen består av 3 229 kvinnor och 3 273 män. Barn under 15 år utgör 23,0 %, vuxna 15-64 år 71 %, och äldre över 65 år 5,0 %.
Genomsnittlig årsnederbörd är 740 millimeter. Den regnigaste månaden är juli, med i genomsnitt 187 mm nederbörd, och den torraste är december, med 2 mm nederbörd.